# Episodi di Tutti pazzi per Re Julien (terza stagione)
La terza stagione della serie animata Tutti pazzi per Re Julien negli USA è stata distribuita il 17 giugno 2016 su Netflix.
In Italia è  stata trasmessa su DeaKids a partire dal 4 agosto 2016.In chiaro viene trasmessa in prima visione su Super! nel 2017
| Nº (assoluto) | Nº (stagione) | Titolo originale                  | Titolo italiano                           | Prima TV USA   | Prima TV Italia   |
| ------------- | ------------- | --------------------------------- | ----------------------------------------- | -------------- | ----------------- |
| 27            | 1             | O Captain My Captain: Part 1      | Alla ricerca di Re Julien (prima parte)   | 17 giugno 2016 | 4 agosto 2016     |
| 28            | 2             | O Captain My Captain: Part 2      | Alla ricerca di Re Julien (seconda parte) | 17 giugno 2016 | 5 agosto 2016     |
| 29            | 3             | Dance, Dance, Resolution          | La recita di Re Julien                    | 17 giugno 2016 | 11 agosto 2016    |
| 30            | 4             | Oh Brother Where Aren't Thou?     | Fratello, dove sei?                       | 17 giugno 2016 | 12 agosto 2016    |
| 31            | 5             | Love Gauntlet                     | Dimostrazioni d'amore                     | 17 giugno 2016 | 18 agosto 2016    |
| 32            | 6             | Jungle Games                      | I Giochi della giungla                    | 17 giugno 2016 | 19 agosto 2016    |
| 33            | 7             | Close Encounters of the Mort Kind | L'invasione aliena                        | 17 giugno 2016 | 25 agosto 2016    |
| 34            | 8             | The Butterfly War                 | La guerra delle farfalle                  | 17 giugno 2016 | 26 agosto 2016    |
| 35            | 9             | Fast Food Lemur Nation            | Fast Food Mania                           | 17 giugno 2016 | 1 settembre 2016  |
| 36            | 10            | Get Off My Lawn                   | Scorpioni, proteggeteci voi!              | 17 giugno 2016 | 2 settembre 2016  |
| 37            | 11            | Revenge of the Prom               | Il re del ballo                           | 17 giugno 2016 | 8 settembre 2016  |
| 38            | 12            | Eye of the Clover                 | Il torneo dei dannati                     | 17 giugno 2016 | 9 settembre 2016  |
| 39            | 13            | Run for the Border                | In guerra per il regno                    | 17 giugno 2016 | 15 settembre 2016 |

## Alla ricerca di Re Julien (prima parte)
Re Julien è scomparso a seguito dell'esplosione del Mega-Geco. Hanno paura che sia morto ma è stato fatto prigioniero dal capitano dei pirati Ethan. Nel regno intanto arrivano Bart e Jiulien, i genitori del re. Julien, intanto scopre che è stato rapito anche Sage.

## Alla ricerca di Re Julien (seconda parte)
Re Julien si trova ancora sulla nave dei pirati e vuole provare a essere capitano. La ciurma gli insegnerà come fare.

## La recita di Re Julien
Re Julien è finalmente tornato a casa e vuole convincere in tutti i modi i suoi genitori a rimanere con lui.

## Fratello, dove sei?
Re Julien vuole un fratellino con cui divertirsi e per sentirsi finalmente parte di una famiglia. Per accontentarlo, i genitori gli comprano un aye-aye.

## Dimostrazioni d'amore
Re Julien inizia a soffrire la presenza e le eccessive attenzioni dei suoi genitori. Organizza così insieme a Clover, Ted e Dorothy un falso rapimento. Ma alla fine sarà Karl a rapirli.

## I Giochi della giungla
Si sta svolgendo la sessantaquattresima edizione dei Giochi della giungla. Zio Re Julien vorrebbe partecipare, Re Julien è contrario. Dodi e re julien 12' dovranno litigare per entrare a partecipare.

## L'invasione aliena
Durante la notte Mortino viene rapito dagli alieni. Il giorno dopo racconta l'accaduto e Re Julien è invidioso perché avrebbe voluto incontrarli.

## La guerra delle farfalle
Re Julien crede che ai suoi cittadini manchi lo spirito di squadra, lo spirito da lemure. Fa credere ai lemuri che le farfalle abbiano dichiarato loro guerra.

## Fast Food Mania
Re Julien vuole inventare un nuovo cibo fast food per la sua gente e indice un concorso al quale i lemuri possono partecipare per proporre la loro idea.

## Scorpioni, proteggeteci voi!
Hanno rubato il fagiolo salterino di Re Julien e il re è molto preoccupato per la sicurezza del suo villaggio. Qui conoscerà Andy fairfrax.

## Il re del ballo
Re Julien deve partecipare a una rimpatriata del liceo, il tema della festa è il ballo di fine anno. Qui incontrerà di nuovo la sua vecchia fiamma Karen e il suo arcinemico Karl.

## Il torneo dei dannati
Clover ha ricevuto l'invito a partecipare al Torneo dei Dannati, una competizione alla quale in passato hanno partecipato tutti i membri della sua famiglia. Clover riesce a vincere grazie a sua sorella, Crimson.

## In guerra per il regno
Re Julien ha sottoscritto un trattato con tutti gli altri regni per collaborare e aiutarsi a vicenda, e i lemuri iniziano a preoccuparsi